# Paul Romano
Paul Romano (Buenos Aires, 3 ottobre 1891 – Berck, 21 gennaio 1961) è stato un calciatore francese, nato in Argentina che vestì la maglia della nazionale di calcio francese.
Nei tabellini appariva come Romano I per distinguerlo dal fratello minore Félix Romano, noto come Romano II.

## Carriera

### Club
Terzino sinistro, nato in Argentina ma di chiare origini italiane, trasferitosi in Francia vestì la maglia dell'Étoile des Deux Lacs.
Con questo club, nel quale militava anche il fratello Félix, vinse il Trophée de France 1912 dopo aver superato in semifinale il Vie au Grand Air du Médoc 5 a 0 il 19 maggio 1912 ed in finale, disputata il 2 giugno 1912, il Red Star Football Club 93 per 3 a 1.

### Nazionale
Romano, benché nato in Argentina, venne convocato nella nazionale di calcio francese, con cui disputò tre incontri amichevoli.
Esordì in nazionale il 29 ottobre 1911, nell'incontro amichevole contro il Lussemburgo, terminato 4 a 1 per i Galletti.
L'ultimo match con la casacca dei blues è datato 17 marzo 1912, nella vittoria francese per 4 a 3 con l'Italia.

## Statistiche

### Cronologia presenze e reti in Nazionale[1]
| Cronologia completa delle presenze e delle reti in nazionale ― Francia | Cronologia completa delle presenze e delle reti in nazionale ― Francia | Cronologia completa delle presenze e delle reti in nazionale ― Francia | Cronologia completa delle presenze e delle reti in nazionale ― Francia | Cronologia completa delle presenze e delle reti in nazionale ― Francia | Cronologia completa delle presenze e delle reti in nazionale ― Francia | Cronologia completa delle presenze e delle reti in nazionale ― Francia | Cronologia completa delle presenze e delle reti in nazionale ― Francia |
| Data                                                                   | Città                                                                  | In casa                                                                | Risultato                                                              | Ospiti                                                                 | Competizione                                                           | Reti                                                                   | Note                                                                   |
| ---------------------------------------------------------------------- | ---------------------------------------------------------------------- | ---------------------------------------------------------------------- | ---------------------------------------------------------------------- | ---------------------------------------------------------------------- | ---------------------------------------------------------------------- | ---------------------------------------------------------------------- | ---------------------------------------------------------------------- |
| 29/10/1911                                                             | Lussemburgo                                                            | Lussemburgo                                                            | 1 – 4                                                                  | Francia                                                                | Amichevole                                                             | -                                                                      |                                                                        |
| 18/02/1912                                                             | Parigi                                                                 | Francia                                                                | 4 – 1                                                                  | Svizzera                                                               | Amichevole                                                             | -                                                                      |                                                                        |
| 17/03/1912                                                             | Torino                                                                 | Italia                                                                 | 3 – 4                                                                  | Francia                                                                | Amichevole                                                             | -                                                                      |                                                                        |
| Totale                                                                 |                                                                        | Presenze                                                               | 3                                                                      |                                                                        | Reti                                                                   | 0                                                                      |                                                                        |

## Palmarès
- Trophée de France: 1

Étoile des Deux Lacs: 1912